# Pétition de principe
Une pétition de principe (en latin scolastique petitio principii) est, en logique, un raisonnement fallacieux dans lequel on suppose dans les prémisses de la proposition ce qu'on doit prouver. Le locuteur utilise ainsi, comme un élément de son argumentation, la conclusion à laquelle il souhaite aboutir.
Dès lors, la conclusion de la pétition de principe se confond avec tout ou partie des prémisses. 
L'argument circulaire est une pétition de principe particulière.

## Exemples
Parmi les arguments sur l'existence de Dieu, celui de la Révélation est une pétition de principe, l'existence de Dieu est prouvée par l'existence de sa parole qui l'implique déjà.
En décembre 2019, en réponse à des accusations de conflit d'intérêts à la suite d'omissions dans sa déclaration à la Haute Autorité pour la transparence de la vie publique (HATVP), Jean-Paul Delevoye, haut-commissaire aux retraites, explique devant l'Assemblée nationale française : « tout mon parcours prouve mon souci de transparence et de respect des lois ». Cet argument, qui mène directement vers la conclusion de son propos, est donc une pétition de principe.